# Franklin Jacobs
Franklin Jacobs (* 31. Dezember 1957) ist ein ehemaliger US-amerikanischer Hochspringer.
1979 siegte er bei den Panamerikanischen Spielen in San Juan und beim Leichtathletik-Weltcup in Montreal.
1979 sowie 1980 wurde er US-Meister, 1980 US-Hallenmeister und 1978 Englischer Meister. Für die Fairleigh Dickinson University startend wurde er 1978 NCAA-Meister und 1978 sowie 1980 NCAA-Hallenmeister.

## Persönliche Bestleistungen
- Hochsprung: 2,28 m, 21. Mai 1978, Philadelphia
  - Halle: 2,32 m, 27. Januar 1978, New York City (ehemaliger Hallenweltrekord)